# Râul Valea Muierii, Cibin
Râul Valea Muierii este un curs de apă, afluent al Pârâului Negru. 